# Dhaka Metro Rail
Die Dhaka Metro Rail ist ein ebenerdiges und aufgeständertes U-Bahn-Netz in Dhaka, der Hauptstadt von Bangladesch. Das Netz wurde am 29. Dezember 2022 mit einer Streckenlänge von 11,7 km eröffnet und seitdem weiter ausgebaut. Ein Jahr später wurde eine südliche Verlängerung um 8,5 Kilometer in Betrieb genommen.

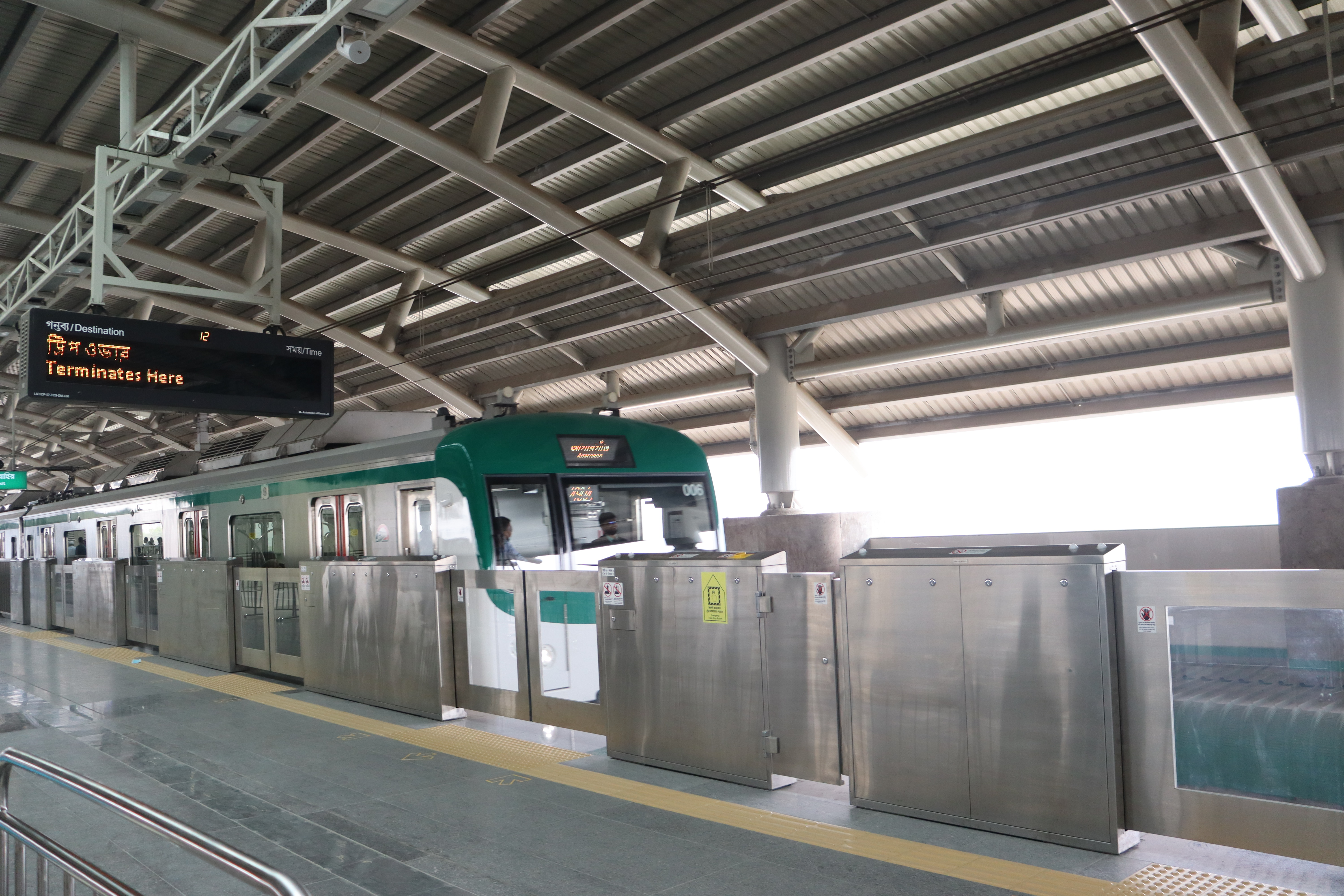
Ein Zug bei der Einfahrt in die Station Agargaon

Bisher besteht das Netz aus einer Nord-Süd-Linie mit der Nummer 6 mit 13 Stationen. Das Netz wird von einem japanischen Unternehmen namens Japan International Cooperation Agency (JICA) finanziert.

## Geschichte
Dhaka ist eine der größten Städte der Welt und sehr dicht besiedelt, weshalb der Verkehr ein großes Problem ist. Im Jahr 2005 wurde ein 20-Jahres-Plan beschlossen, um dem entgegenzuwirken.
Die Stadtregierung beauftragte die Japan International Cooperation Agency, eine Machbarkeitsstudie durchzuführen. Im Jahr 2013 wurde ein Darlehen abgeschlossen. Der Bauvertrag für die 2,8 Milliarden US-Dollar teure Linie wurde im selben Jahr abgeschlossen. Zu diesem Zweck wurde die Dhaka Mass Transit Company Ltd. gegründet. Im Jahr 2016 wurde mit dem Bau begonnen. Der erste 11,7 km und 9 Stationen lange Bauabschnitt wurde am 29. Dezember 2022 eröffnet. Am 15. März 2023 eröffneten zwei weitere Stationen. Die zweite Phase wurde am 5. November 2023 fertiggestellt. Diese Verlängerung der Linie 6 nach Süden umfasst 8,5 Kilometer Strecke und zwei Stationen. Zwischenstationen sollen zukünftig hinzugefügt werden.

### Ausbauplanungen
Dhaka verfolgt einen ambitionierten 20-Jahres-Plan zum Aufbau eines leistungsfähigen öffentlichen Nahverkehrs. Die Dhaka Metro Rail ist Hauptbestandteil davon und wird im Endausbau aus 5 über- und unterirdischen Linien bestehen. Ein weiterer Bestandteil wird das Bus-Rapid-Transit-System. Die aktuell einzige Linie 6 wird in drei Phasen gebaut. Die erste Phase und zweite Phase ist abgeschlossen und die dritte Phase soll 2025 eröffnet werden.

## Verlauf
Die Linie 6 verläuft von Uttara im Norden bis Kamalpur im Süden. Im Nordwesten folgt sie dem Verlauf des Turag, danach folgt sie weitestgehend dem Buriganga.

## Technik und Betrieb
Das Netz ähnelt technisch vielen japanischen Metros. Die U-Bahn ist über eine Oberleitung mit 1500 V Gleichspannung elektrifiziert. Sie benutzt die Normalspur (1435 mm). Alle Stationen verfügen über Bahnsteigtüren. Die Züge werden von Kawasaki hergestellt.
Die Betriebszeiten sind jeden Tag außer freitags von 8:00 bis 20:00 Uhr. Am Freitag gibt es keinen U-Bahn-Betrieb. Während der Hauptverkehrszeit von 8:00 bis 11:00 und 15:00 bis 18:00 Uhr fahren die Züge alle 10 Minuten, ansonsten alle 15 Minuten. In den Zügen gibt es Wagen, die nur Frauen vorbehalten sind.